# 강진 전라병영성
강진 전라병영성(康津 全羅兵營城)은 대한민국 전라남도 강진군 병영면 성동리에 있는 성곽이다. 1992년 3월 9일 전라남도의 기념물 제140호 전라병영성지로 지정되었다가, 1997년 4월 18일 대한민국의 사적 제397호로 승격되었고, 2011년 7월 28일 강진 전라병영성으로 문화재 명칭이 변경되었다.

## 개요
전라병영성은 조선 1417년(태종 17년)에 초대 병마도절제사 마천목 장군이 축조하여 1895년(고종 32년) 갑오경장까지 조선왕조 500년간 전라도와 제주도를 포함한 53주 6진을 총괄한 육군의 총지휘부였다. 수많은 역사와 일화 속에 민족저항 정신의 산 증거로 존속되어 왔으며, 1894년 동학농민전쟁으로 불타고 곧 이은 갑오경장의 신제도로 폐영되었다.
전라병영성 성곽 전체 길이는 1,060m이며, 높이는 3.5m, 면적은 93.139m2이다. 지정 당시 성곽 내 육군 지휘부 시절의 건물이나 유적은 소실되어 없었으며, 성곽만 일부 남아 있는 상태였다.
1997년 사적 지정 이후 1998년부터 본격적으로 복원 작업이 시작되었다. 2013년 1월 기준으로, 성곽은 거의 복원되었으며, 성문은 남문(진남루)과 동문이 복원 완료되었고, 서문은 현재 복원 중이다.

## 같이 보기
- 마천목

## 참고 자료
- 강진 전라병영성 - 국가유산청 국가유산포털